# 法國國鐵TGV POS列車

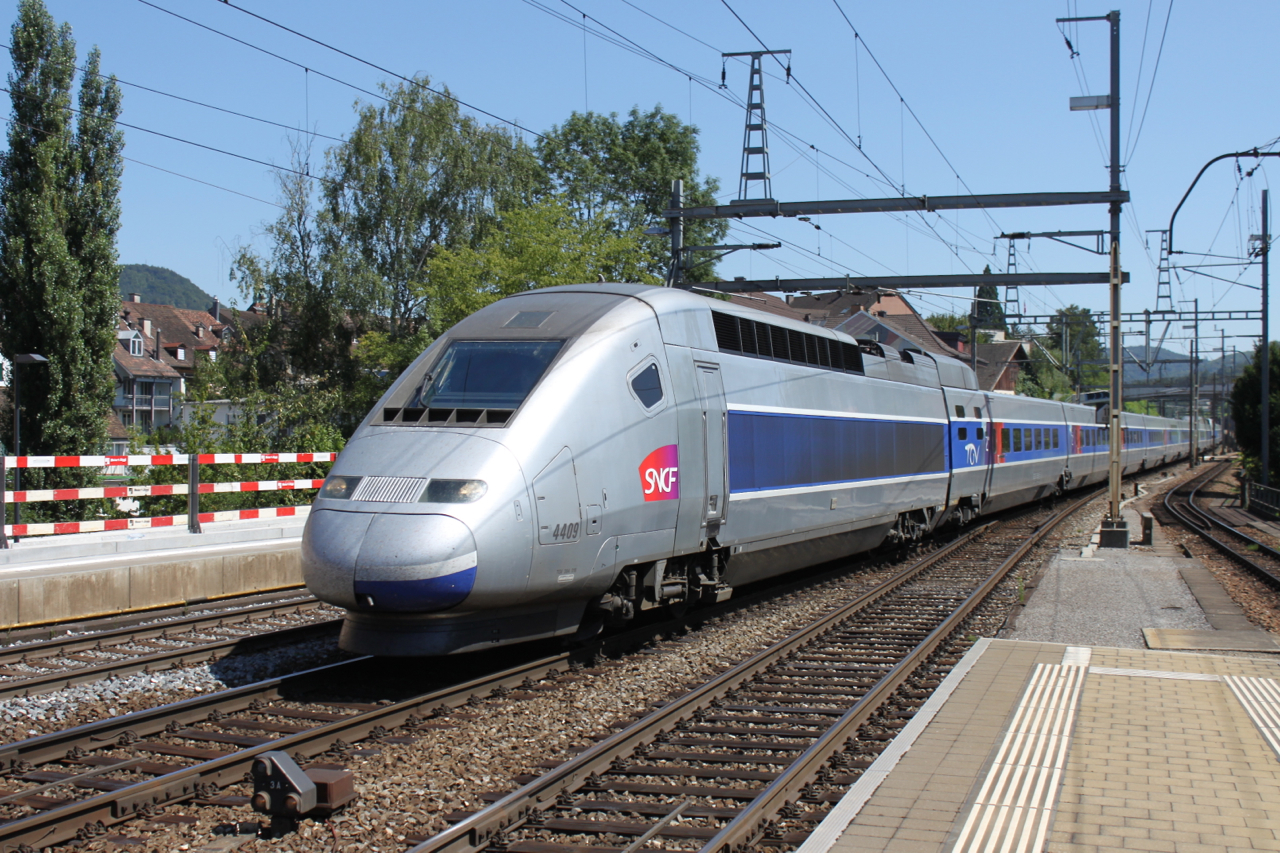
編號4409的TGV POS列車

法國國鐵TGV POS列車是法國TGV高速鐵路車種之一，為數18組，現於東線進行營運。POS是德語“Paris-Ostfrankreich-Süddeutschland”（巴黎 - 法國東 - 德國南）的縮寫。

## 現況
每組TGV POS由8輛現役TGV Réseau單層載客車廂及2輛新型動力機車組成，在25 kV交流供電系統下，其總功率輸出為9,280 kW，最高營運時速為320公里。而剩下的TGV Réseau機車會與新製的TGV Duplex雙層載客車廂組合，使之成為TGV Duplex - TGV Réseau混合編組。這是因為東線的流量會比東南線及北線為低。
與TGV Atlantique不同的是，TGV Réseau及TGV Duplex的機車均使用異步牽引電動機，使之可在某台電動機發生故障時，只需讓該電動機停止運作即可，這點與行走「歐洲之星」的英鐵373型相似。透過使用IGBT牽引變流器，在列車進入德國的15 kV交流供電區段仍可保持75%額定功率，使其運行速度與德國的ICE相若。
每組TGV POS列車的總重為383公噸，編號屬4400系列（4401-4418）。這些列車用於來往法國至德國的Alleo及來往法國至瑞士的Lyria高鐵路線上。

## 全球鐵路第一速
2007年4月3日，法鐵以編號4402的TGV POS列車進行測試，達到574.8公里的最高時速。